# Edward Henry Purcell
Edward Henry Purcell (aprox. 1716 - mort el 1765), organista, impressor i editor de música anglès.
Era el fill d'Edward Purcell i net del mestre barroc anglès Henry Purcell. Va ser corista de la Capella Reial el 1737. Després de la mort del seu pare el 1740, el va succeir com a organista de St. Clement, Eastcheap. També va ser organista de "St. Edmund, Rei i Martir", entre el 10 de setembre de 1747 i el 10 d'octubre de 1753, des d'on esdevingué organista a "St John", Hackney, tot mantenint el seu lloc a "St. Clement's". A Hackney va ser reprovat per lleugeresa i per assistència irregular.
Pot ser que Edward Henry fos el mateix Purcell, un editor, que publicava música signada "Handel's Head", a Wood Street, el 1751. Al final de la seva vida, Edward Henry devia viure en situació ben precària atès que, a l'edició del 23 de juny de 1761 del London Gazette, s'hi assenyalava que se l'estava perseguint pels deutes:
Purcell, Edward Henry: S'obliga Edward Henry Purcell, músic, a fer un inventari dels seus béns i efectes, com a concursat, pres a la presó de "King's Bench", Surrey. Així ho consigno de primera mà el dia 22 de juny de 1761, Henry Saffery.
Fou enterrat al costat del seu pare, a prop de la galeria d'organistes de St. Clement Eastcheap.